# آندری میرر
آندری میرر (انگلیسی: André Myhrer؛ زادهٔ ۱۱ ژانویهٔ ۱۹۸۳) اسکی‌باز آلپاین اهل سوئد است.